# Kalpa (Mythologie)
Kalpa (Sanskrit: कल्प, kalpa; Weltperiode, Äon, Pali: kappa)  bezeichnet einen sehr langen Zeitabschnitt, der die längste Zeiteinheit in der zyklischen Kosmologie von Hinduismus und Buddhismus darstellt. Ein Kalpa bezeichnet die Zeit, die das Universum braucht, um zu entstehen, zu vergehen und in den Urgrund des kosmischen Ozeans, der Formlosigkeit und Undifferenziertheit ist, zurückzukehren.

## Hinduismus
In den Puranas werden Kalpas in Bezug auf die Götter Vishnu und Brahma erwähnt. Nach jedem Kalpa schläft Vishnu auf seinem Lager, das aus der Schlange Shesha bereitet ist. Von der Schöpfung bleibt nichts übrig außer dem Ozean; nicht einmal die Götter existieren mehr, und alle Welten sind verdunkelt. Aus Vishnus Freude am göttlichen Spiel entsteht aus seinem Nabel ein Lotos, in dem Brahma erscheint. Vishnu erklärt Brahma, dass er der Ursprung und die Auflösung der gesamten Schöpfung sei. Brahma erklärt ebenfalls, dass er ein Schöpfer ist. Vishnu tritt in Brahmas Bauch ein und sieht dort alle Welten. Daraufhin tritt Brahma in Vishnus Bauch ein, sieht aber nichts, da Vishnu alle Türen geschlossen hat.
Kalpa ist nach der indischen Lehre vom Weltall auch ein Tag Brahmas, der einen Zeitraum von 4.320.000 Jahren umfasst, wobei Brahmas Leben hundert Brahma-Jahre dauert (ein Brahma-Jahr besteht aus 9,259259 × 4.320.000 = 40 Millionen Menschenjahren). Die bekannteste kosmologische Zeitrechnung des Hinduismus sind die Yugas. Ein Kalpa dauert, obwohl es unterschiedliche Berechnungen gibt, tausend Weltzeitalter (Mahayugas), die 12.000 Götterjahre und 4.320.000 Menschenjahre dauern, die sich auf die vier Yugas verteilen.
Ein Tag und eine Nacht Brahmas lassen einen Kosmos von der Schöpfung bis zum Verlöschen des Kosmos entstehen, an dessen Ende die Auflösung der Welt steht. Dann ruht sie unentfaltet, bis ein neuer Schöpfungszyklus beginnt.
Nach 100 Brahma-Jahren (40 Milliarden Menschenjahre) geht die Welt endgültig unter und löst sich in die feinstoffliche Urmaterie auf, bis durch göttliche Macht oder von selbst ein neuer Zyklus beginnt.
Weiterhin bezeichnet Kalpa eines der sogenannten Hilfsmittel des Veda, der Vedangas. Es handelt sich um hinduistische Ritualliteratur, die aus der Notwendigkeit entstand, die Regeln für die Opferrituale in kürzerer und übersichtlicherer Form zu komprimieren, um den praktischen Bedürfnissen der Priester (Brahmanen) besser zu entsprechen.

## Buddhismus
Im Buddhismus bezeichnet Kalpa ein Äon mythologischer Zeitrechnung.
Ein Kalpa unterteilt sich in folgende vier Perioden:
1. Weltuntergang (samvatta-kappa, „abnehmende Welt“)
2. Fortdauer des Chaos (samvattatthāyī)
3. Weltentstehung (vivatta-kappa)
4. Fortdauer der entstandenen Welt (vivattatthāyī)

Um die Dauer eines solchen Zeitabschnittes zu veranschaulichen, wird oft folgendes Gleichnis aus dem Samyutta-Nikaya verwendet.

„Wenn sich da, o Mönch, ein Felsblock befände aus einer einzigen Masse, eine Meile lang, eine Meile breit, eine Meile hoch, ungebrochen, ungespalten, unzerklüftet, und es möchte alle hundert Jahre ein Mann kommen und denselben mit einem seidenen Tüchlein einmal reiben, so würde wahrlich, o Mönch, der aus einer einzigen Masse bestehende Felsblock eher abgetragen sein und verschwinden als eine Welt. Das, o Mönch, ist die Dauer einer Welt. Solcher Welten nun, o Mönch, sind viele dahingeschwunden, viele hunderte, viele tausende, viele hunderttausende. Wie aber ist das möglich? Unfaßbar, o Mönch, ist diese Daseinsrunde (samsāra), unerkennbar der Beginn der Wesen, die im Wahne versunken und von dem Begehren gefesselt die Geburten durchwandern, die Geburten durcheilen.“